# 科克伦湖 (加利福尼亚州)

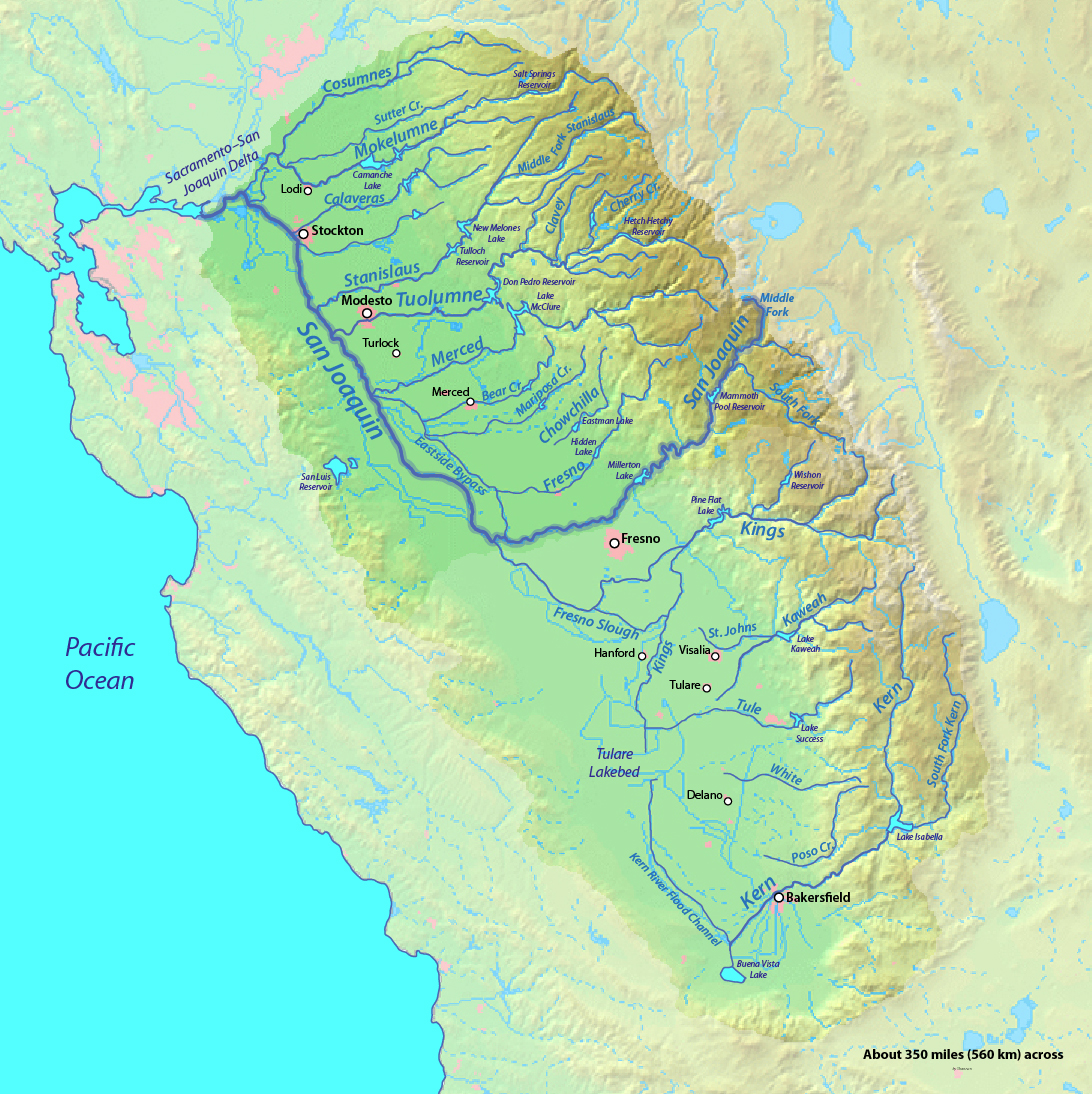
现今的圣华金河流域

科克伦湖（英語：Lake Corcoran），又称克莱德湖（英語：Lake Clyde，以美国地球物理学家克莱德·沃哈夫蒂格的名字命名），为一古湖，覆盖了加州中央谷地。 

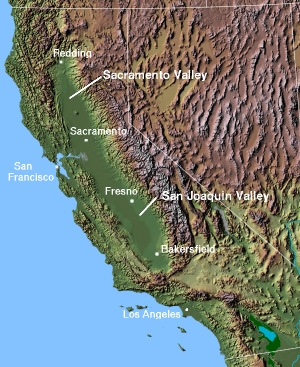
中央谷地的地图

该湖曾存在于萨克拉门托河和圣华金河的河谷中。另一种观点认为，该湖只覆盖了中央谷地的南部地区。该湖覆盖的总面积约为30,000—50,000平方（12,000—19,000平方英里）。比尤纳维斯塔湖、克恩湖和图莱里湖是科克伦湖的遗迹。
图莱里湖与特洛克湖（Turlock Lake）地层组中的科克伦粘土（Corcoran Clay）湖相单元来自科克伦湖。科克伦湖也影响了加州沿海的沉积物。
科克伦湖存在于大约758,000至665,000年前。粘土沉积速度表明，该湖持续存在了5到10万年。地质学家还在科克伦粘土中发现了来自黄石火山的熔岩溪凝灰岩和来自长谷火山的毕晓普凝灰岩（Bishop Tuff）。在科克伦湖形成之前，中央谷地是通过通道南向开放的海湾；200万年前，可能由于海岸山脉沿圣安德烈亚斯断层向西北移动，海湾与海洋分离。随后，谷地不再是海湾，其中的湖水时而排出，时而注入。导致科克伦湖形成的因素尚不完全清楚。
该湖起初通过萨利纳斯河流入蒙特雷湾，有时则完全不流入。该湖的蒸发是内华达山脉的水源之一，亦是山脉后方的盆地和山脉区的次要水源。这有助于在内华达州形成大型的洪积湖。
60万年前，在今天的旧金山湾形成了新的出海口并留存至今。在旧金山南部发现的沉积物表明，在40万年前，这个出海口已经完全形成。溢流可能发生在冰川融化和海洋同位素第6阶段的喷流变化导致中央谷地的降水和径流增加之时。溢流迅速地越过了卡基尼斯海峡，开辟了出口并排出了湖水，这个过程可能是灾难性的。蒙特雷海底扇的上浊积岩单元可能是在这次溢流后不久形成的，当时来自从前湖泊的沉积物从新的出口流出，并被沿岸流带到了蒙特雷湾。

## 脚注和参考文献
1. ↑  Richard Hilton. . University of California Press. 29 August 2003: 211. ISBN 978-0-520-92845-9.
2. 1 2 3 4 5  Sankey, Julia; Biewer, Jacob; Basuga, Janus; Palacios, Francisco; Wagner, Hugh; Garber, Dennis. . PaleoBios. 1 January 2016, 33: 13  [2020-12-26]. （原始内容存档于2021-03-21）.
3. 1 2  Saleeby, Saleeby & Pourhiet 2013.
4. 1 2 3  Reheis, Marith. . Quaternary Research. 1 September 1999, 52 (2): 203  [2020-12-26]. doi:10.1006/qres.1999.2064. （原始内容存档于2021-03-21）.
5. 1 2  Sarna-Wojcicki et al. 1985.
6. 1 2 3  . www-odp.tamu.edu.   [24 December 2016]. （原始内容存档于2021-03-21）.
7. ↑  Sarna-Wojcicki et al. 1985，第255頁.
8. ↑  Negrini et al. 2008.
9. ↑  Saleeby, Saleeby & Pourhiet 2013，第418頁.
10. 1 2  Martin, G. . SF Gate. Hearst Communications. 1999-12-20  [2017-01-20]. （原始内容存档于2021-03-21）.
11. 1 2  Wong, K. . Bay Nature. Bay Nature Institute. 2006-09-30  [2017-01-20]. （原始内容存档于2021-03-21）.
12. 1 2  Negrini et al. 2008，第107頁.
13. ↑  Fildani, Andrea; Normark, William R. . Marine Geology. 31 May 2004, 206 (1–4): 217. doi:10.1016/j.margeo.2004.03.001.
14. ↑  Normark, W. R. . Geo-Marine Letters. September 1998, 18 (3): 179–188  [2020-12-26]. doi:10.1007/s003670050066. （原始内容存档于2021-03-21）.